# Studionki
Studionki (en rus: Студёнки) és un poble de l'óblast de Lípetsk, a Rússia, que el 2011 tenia 410 habitants. Pertany al districte rural d'Úsman.